# بيار هوغو هربرت
بيار هوغو هربرت (بالفرنسية: Pierre-Hugues Herbert)‏ هو لاعب كرة مضرب فرنسي. بدأ مسيرته الاحترافية سنة 2010، وهو مُتخصص بمُسابقات الزوجي.

## نهائيات الجراند سلام

### زوجي الرجال 1(1 وصيف)
| اللقب | السنة | البطولة           | السطح | الشريك      | الخصوم                     | النتيجة في النهائي |
| ----- | ----- | ----------------- | ----- | ----------- | -------------------------- | ------------------ |
| وصيف  | 2015  | أستراليا المفتوحة | صلب   | نيكولا مايو | سيموني بوليلي فابيو فونيني | 4–6, 4–6           |

## روابط خارجية
- بيار هوغو هربرت على موقع IMDb (الإنجليزية)
- بيار هوغو هربرت على موقع رابطة محترفي التنس (الإنجليزية)
- بيار هوغو هربرت على موقع الاتحاد الدولي لكرة المضرب (الإنجليزية)
- بيار هوغو هربرت على موقع كأس ديفيز (الإنجليزية)
- بيار هوغو هربرت على موقع خلاصة التنس.كوم (الإنجليزية)
- بيار هوغو هربرت على موقع إي إس بي إن.كوم (الإنجليزية)
- بيار هوغو هربرت على موقع أوليمبيديا (الإنجليزية)
- بيار هوغو هربرت على موقع اللجنة الأولمبية الفرنسية (مؤرشف) (الفرنسية)